# Пономарёв, Юрий Валентинович
Юрий Валентинович Пономарёв (род. 15 декабря 1946, Москва) — советский и российский финансист и банкир.

## Биография
Родился 15 декабря 1946 года в поселке городского типа Новогиреево (ныне в черте Москвы).
В 1970 году окончил Московский финансовый институт (ныне Финансовый университет при Правительстве Российской Федерации) по специальности «Международные экономические отношения».
В декабре 1969 года, будучи студентом-практикантом вуза, был зачислен на работу в управление валютно-кассовых операций Банка для внешней торговли СССР, где последовательно работал оператором международных обменных операций, менеджером отдела международных обменных операций, заместителем генерального менеджера. В 1973 году он стал начальником отдела валютных операций управления валютно-кассовых операций и позже — заместителем начальника управления валютных операций Внешторгбанка СССР. Член КПСС с 1976 года.
В 1980 году был назначен заместителем председателя правления и генеральным управляющим Московского народного банка в Лондоне. В 1984 году вернулся в Москву, стал начальником валютного управления Внешторгбанка СССР. В 1986 году — член правления, начальник главного валютно-экономического управления Госбанка СССР. В 1989 году Пономарёв снова уехал в Европу — в Париже работал генеральным директором и председателем правления Коммерческого банка для Северной Европы («Евробанк»). Здесь работал по 1998 год; в этот же период являлся председателем Комитета по оперативному управлению Внешэкономбанка СССР (в 1992 году) и председателем совета директоров московского банка «Еврофинанс» — дочернего предприятия «Евробанка» (с 1993 года).
В 1998—1999 годах Пономарёв — председатель правления Московского народного банка в Лондоне; в 1999—2002 годах — президент-председатель правления Внешторгбанка. В 2002 году вновь был командирован за границу, где стал председателем совета директоров, а также управляющим директором российского Еаst-Wеst Unitеd Ваnk в Люксембурге, проработав на этом посту до 2005 года. С 2010 года он был председателем правления калининградского «Энерготрансбанка», а также его членом Совета директоров.

## Награды
По итогам XI-й пятилетки был награждён орденом Дружбы народов.

## Семья
Женат, имеет четверых детей.7 внуков